# Pietro Scaglione
Pietro Scaglione (Lercara Friddi, 2 marzo 1906 – Palermo, 5 maggio 1971) è stato un magistrato italiano, assassinato da Cosa nostra.
Con decreto del Ministero della giustizia del 1991, previo parere favorevole del Consiglio Superiore della Magistratura, Pietro Scaglione fu riconosciuto "magistrato caduto vittima del dovere e della mafia". È sepolto nel cimitero dei Cappuccini di Palermo.

## Biografia

### L'ingresso e la carriera nella magistratura
Dopo essere entrato in magistratura nel 1928 e dopo avere esordito in aula come pubblico ministero negli anni quaranta, Scaglione indagò sulla banda Giuliano e sulla strage di Portella della Ginestra. Negli anni '50 preparò inoltre dure requisitorie contro gli assassini del sindacalista Salvatore Carnevale, ucciso nel 1955, negli anni del latifondismo e delle lotte contadine per la redistribuzione delle terre. La parte civile della famiglia Carnevale fu rappresentata dal futuro presidente della Repubblica, il socialista Sandro Pertini, e dagli avvocati Francesco Taormina e Nino Sorgi, anche loro socialisti. Si contrapposero ad un altro futuro presidente della Repubblica, il democristiano Giovanni Leone, difensore degli imputati (i campieri della famiglia aristocratica Notarbartolo). L'impianto accusatorio del Sostituto procuratore generale di Palermo, Pietro Scaglione (supportato dalla parte civile) portò al rinvio a giudizio dei dipendenti della principessa Notarbartolo, Giorgio Panzeca, Antonio Mangiafrida, Luigi Tardibuono, e Giovanni di Bella. Il magistrato dimostrò che erano mafiosi, individuò i moventi del delitto, demolì i loro alibi, e evidenziò l'impegno politico e sociale di Carnevale. Tutti elementi che consentirono alla Corte di Assise di Santa Maria Capua Vetere, dove il processo fu celebrato per legittima suspicione, di condannare all'ergastolo tutti gli imputati, accogliendo le intuizioni di Scaglione, Pertini, Sorgi e Taormina. La sentenza fu però, modificata dalla Corte di Assise d'Appello di Napoli e dalla Corte di Cassazione con l'assoluzione per insufficienza di prove dei quattro imputati. 
Anche il quotidiano L'Ora, nel corsivo del 18 marzo 1962, in occasione della nomina di Scaglione come procuratore capo di Palermo, ricordò "l'elevato contributo che, in veste di accusatore il commendatore Scaglione dette alla istruzione del processo per l'assassinio di Salvatore Carnevale…. Al valoroso magistrato che assume la responsabilità di dirigere la procura della Repubblica di Palermo in un momento di innegabile difficoltà, L'Ora invia i più vivi rallegramenti e cordiali auguri di buon lavoro".
Il pomeriggio del 6 febbraio del 1954, nel carcere dell'Ucciardone a Palermo, il bandito Gaspare Pisciotta, ex esponente di primo piano della banda Giuliano, chiese di parlare con un magistrato: quello di turno in quel giorno era il sostituto procuratore Scaglione. Il colloquio tra i due durò a lungo e prende evidentemente una piega inattesa: Scaglione promise a Pisciotta di tornare in seguito con un cancelliere per verbalizzarne le dichiarazioni (una diversa rappresentazione dei fatti venne segnalata in un articolo di stampa dell'epoca che riportò, invece, come Pisciotta non fece alcuna dichiarazione in quanto avrebbe voluto parlare esclusivamente con il magistrato ma quest'ultimo avrebbe fatto presente che la legge imponeva la presenza di un cancelliere per la relativa verbalizzazione).
In una lettera pubblicata in data 9 marzo 2018 dalla rivista Tessere con il titolo "Una precisazione sul ruolo del magistrato Scaglione", i familiari del procuratore assassinato scrissero: "Non è rispondente al vero la circostanza secondo cui il magistrato Scaglione non avrebbe verbalizzato le dichiarazioni di Pisciotta. Nel 1954, infatti, il dott. Pietro Scaglione, allora sostituto procuratore generale, previo incarico del dirigente dell’ufficio, si recò in carcere, per interrogare il detenuto Pisciotta, assistito da un segretario; il predetto Pisciotta si rifiutò però di rendere qualsiasi dichiarazione in quanto voleva «parlare a quattro occhi con un magistrato» senza la presenza di altre persone e senza alcuna documentazione delle sue dichiarazioni; il sostituto Scaglione allora gli fece presente che le norme di legge imponevano la presenza del segretario e la documentazione mediante verbale delle dichiarazioni; il Pisciotta rispose che, eventualmente dopo un periodo di riflessione, avrebbe richiamato il magistrato per rendere dichiarazioni. Questa è la ricostruzione dell’episodio come risulta dagli atti e dalle cronache giornalistiche dell’epoca".
Qualche giorno dopo, Pisciotta morì in carcere avvelenato con la stricnina e Scaglione fu il magistrato incaricato dell'istruttoria dell'omicidio, che si concluse con il rinvio a giudizio di un agente di custodia e di Filippo Riolo, boss mafioso di Piana degli Albanesi; nella sua requisitoria, Scaglione sottolineò il movente mafioso di quell'omicidio (“… tutto conclama che la soppressione del Pisciotta è un caratteristico delitto di vendetta ordito dalla mafia […] ponendosi così apertamente contro le leggi sovrane dell’omertà, il Pisciotta finì con l’irritare, oltre ogni limite di ragionevole sopportazione la suscettibilità della mafia e dei mafiosi”). Il processo si concluse tuttavia con l’assoluzione degli imputati con la formula dubitativa dell’insufficienza di prove.
Diventato procuratore capo della procura di Palermo nel 1962, Scaglione inquisì i dirigenti del Banco di Sicilia insieme ad altri esponenti dell'establishment politico-economico siciliano, come il deputato Salvo Lima. Secondo la testimonianza del giornalista Mario Francese, ucciso nel 1979, Pietro Scaglione «fu convinto assertore che la mafia aveva origini politiche e che i mafiosi di maggior rilievo bisognava snidarli nelle pubbliche amministrazioni».

### Le inchieste giudiziarie e il volontariato
Scaglione indagò sulla strage di Ciaculli del 1963 e, grazie alle inchieste condotte dall'Ufficio Istruzione del Tribunale di Palermo (guidato da Cesare Terranova) e dalla Procura della Repubblica (diretta da lui stesso) «le organizzazioni mafiose furono scardinate e disperse», come si legge nella Relazione conclusiva della Commissione parlamentare antimafia del 1976, e portarono al "processo dei 117" (Angelo La Barbera + 116), celebrato per legittima suspicione a Catanzaro, volto a punire i fatti sanguinosi della guerra di mafia di Palermo del 1962-1963, e al processo contro la cosca di Corleone (Luciano Liggio + 63), tenutosi nel 1969 a Bari per i fatti che avevano insanguinato Corleone dal 1958 al 1963, entrambi conclusi purtroppo con una pluralità di assoluzioni per insufficienza di prove. Convocato infatti il 15 gennaio 1964 dalla Commissione antimafia presieduta dal senatore Donato Pafundi per esporre lo stato delle indagini, Scaglione riferì della necessità di mettere in campo “un’attività sociale sempre più vasta e rivolta, tra l’altro, a eliminare o riformare strutture economiche che hanno favorito il sorgere e l’affermarsi di forme delinquenziali collegate al fenomeno della mafia, una mastodontica e tenebrosa organizzazione delinquenziale, viva e operante come gigantesca piovra, che stende ovunque i suoi micidiali tentacoli e tutto travolge per soddisfare la sua sete insaziabile di denaro e predominio”.
Pietro Scaglione era impegnato anche nel volontariato e divenne Presidente del Consiglio di Patronato per l'assistenza alle famiglie dei carcerati e degli ex detenuti, promuovendo, tra l'altro, la costruzione di un asilo nido; per queste attività sociali, gli fu conferito dal Ministero della giustizia il Diploma di primo grado al merito della redenzione sociale, con facoltà di fregiarsi della relativa medaglia d'oro.

### Il "caso Liggio"
Nel giugno 1969, il procuratore Scaglione richiese al presidente del tribunale di Palermo, Nicola La Ferlita, l'applicazione del soggiorno obbligato previa custodia precauzionale nei confronti dei boss mafiosi corleonesi Luciano Liggio e Salvatore Riina, entrambi assolti per insufficienza di prove nel processo di Bari con una sentenza definita scandalosa in Parlamento, e difatti emessa dopo che ai giudici era stata recapitata una lettera minatoria. Tuttavia, mentre Riina rientrò a Corleone dove fu arrestato, Liggio si fece ricoverare a Taranto e poi in una clinica privata a Roma, da dove fuggì dopo essere stato operato alla vescica e prima che il questore di Palermo, Paolo Zamparelli, riuscisse a notificargli la custodia precauzionale emessa già da un paio di mesi ma rimasta inspiegabilmente inapplicata.
Ne nacque uno scandalo, e la Commissione parlamentare antimafia presieduta dal deputato Francesco Cattanei decise di aprire un'inchiesta e convocò il procuratore della Repubblica Scaglione, il presidente del tribunale La Ferlita ed il questore Zamparelli per chiedere spiegazioni sull'accaduto. La relazione della Commissione antimafia sul "caso Liggio" pubblicata il 26 febbraio 1970 attestò che le “deposizioni raccolte” fossero “tra di esse contrastanti” e che "si è, senza dubbio, di fronte ad una serie di comportamenti gravemente scorretti e obiettivamente illeciti” ma che non spettava alla Commissione “una valutazione che privilegi la credibilità delle une rispetto alle altre”, inviando tutti gli atti al presidente della Repubblica Giuseppe Saragat, in qualità di presidente del Consiglio superiore della magistratura per valutare eventuali azioni disciplinari, e ai presidenti della Camera, Sandro Pertini, e del Senato, Amintore Fanfani.
Tuttavia, il 16 febbraio del 1971 l'autorità giudiziaria di Firenze (incaricata di svolgere le indagini sull'operato dei due magistrati) escluse qualsiasi responsabilità del procuratore Scaglione e del presidente La Ferlita nella fuga e nella latitanza del boss Liggio. Anche il Consiglio superiore della magistratura accertò che Scaglione assunse sempre «numerose e rigorose iniziative giudiziarie» a carico di Liggio e dispose la sua promozione a procuratore generale della Repubblica presso la Corte d'appello dì Lecce, sede che avrebbe dovuto raggiungere a fine maggio del 1971 ma non fece in tempo.

### Il "caso De Mauro"
Nel 1970 si occupò in prima persona delle indagini sulla scomparsa del giornalista Mauro De Mauro e dispose l'arresto del commercialista Antonino Buttafuoco, che però verrà rilasciato e prosciolto da ogni accusa. Secondo diverse testimonianze, Scaglione ebbe alcuni colloqui riservati con De Mauro prima della sua scomparsa.
L'incontro tra De Mauro e Scaglione fu propiziato dal giornalista Bruno Carbone, futuro direttore del quotidiano L'Ora e all'epoca compagno di scrivania di De Mauro: "Gli suggerii di parlare col procuratore Scaglione. Mi disse che ci avrebbe pensato. Poi sparì dalla stanza per un paio d'ore. Era andato al palazzo di Giustizia. Quella sera uscì e non tornò più. Tempo dopo uccisero anche Scaglione".
Il 4 novembre 1970, in relazione al caso De Mauro e ad altri gravi fatti sangue avvenuti in quei mesi a Palermo, la Commissione parlamentare antimafia lo convocò nuovamente per avere spiegazioni ed uno dei commissari, il senatore Vincenzo Gatto, lo attaccò duramente, accusandolo di non aver preso iniziative adeguate riguardo al rapporto Bevivino (l’inchiesta regionale sul cosiddetto "sacco di Palermo", ossia l'incontrollata speculazione edilizia sulle aree edificabili) ma Scaglione si difese energicamente affermando che non si poteva accusare nessuno solo sulla base di sospetti e che comunque già Vito Ciancimino e il costruttore Francesco Vassallo si trovavano sotto processo per i fatti contenuti nel rapporto.
La professoressa Elda Barbieri De Mauro, vedova del giornalista scomparso, testimoniò che l’intervento della Procura della Repubblica, diretta da Pietro Scaglione, nel caso De Mauro, fu “attivissimo”.

### L'agguato a Palermo e la morte

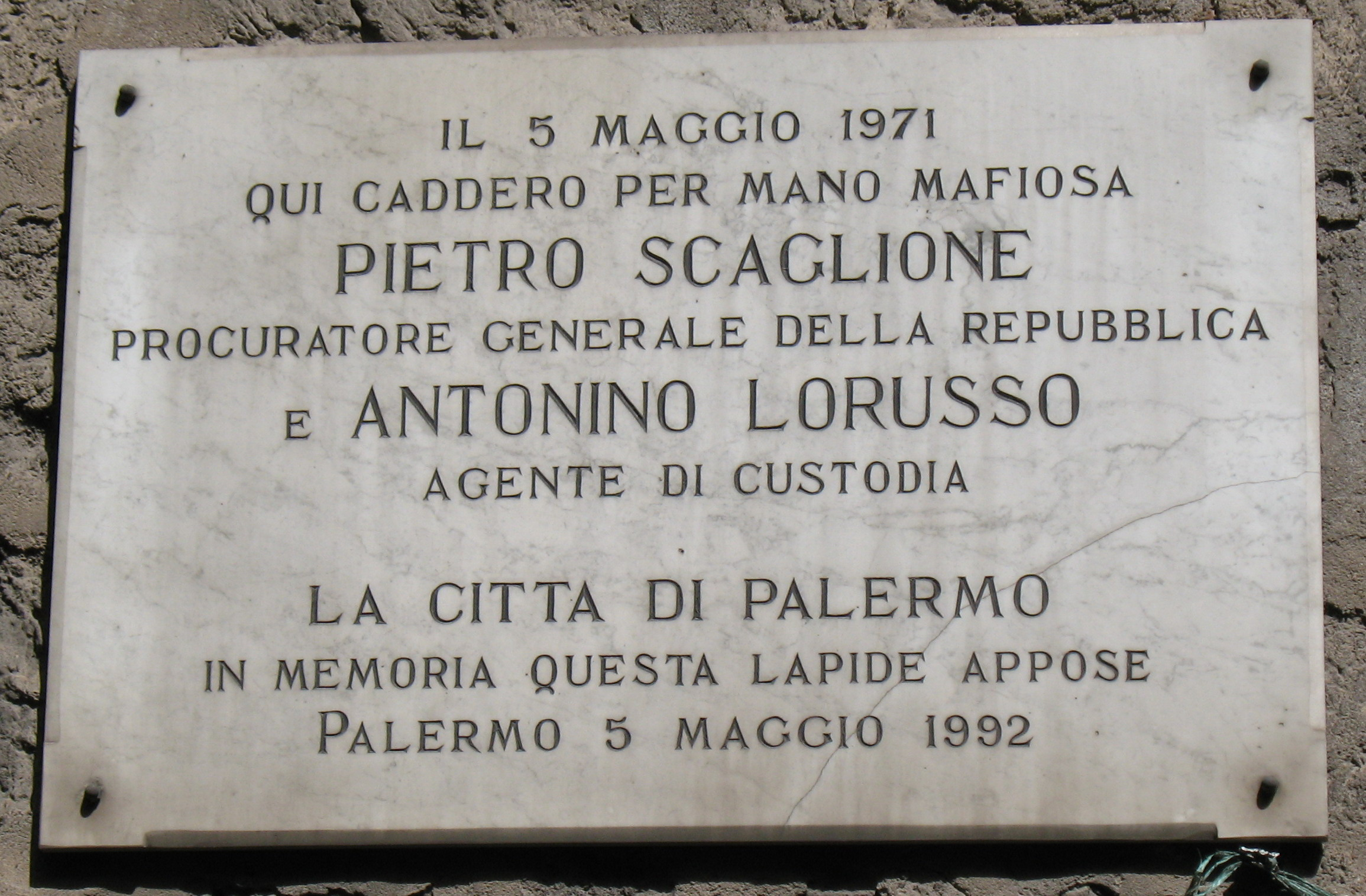
Lapide commemorativa posta sul luogo dell'attentato

La mattina del 5 maggio 1971 Scaglione, mentre percorreva via dei Cipressi a Palermo a bordo di una Fiat 1500 nera guidata dall'agente di custodia Antonio Lo Russo, venne bloccato da un'altra automobile da cui uscirono due o tre persone che fecero fuoco con pistole calibro 9 e 38 Special, freddando all'istante Scaglione e il suo autista. Nonostante l'agguato fosse avvenuto in una strada molto popolata, gli inquirenti non riuscirono a trovare testimoni oculari del delitto. Si trattò del primo omicidio "eccellente" commesso da Cosa nostra nel dopoguerra.

### Le reazioni alla morte e le polemiche
A seguito dell'omicidio, l'allora sindaco DC di Palermo, Giacomo Marchello, dichiarò: «Non credo che si possa dire che la città sia in mano alla mafia». Il ministro dell'Interno Franco Restivo intervenne alla Camera dei deputati due giorni dopo il delitto, affermando: «l'assassinio di Pietro Scaglione è un attentato alla libertà di ciascuno di noi, alla sicurezza dei cittadini, alla giustizia che in nome del popolo italiano i nostri magistrati amministrano nelle sedi proprie dell'ordine giudiziario», non facendo tuttavia alcun cenno al coinvolgimento della mafia e per questo venne attaccato dalle opposizioni. Ad esempio, durante il dibattito in Parlamento del 6 maggio 1971, il deputato socialista Eugenio Scalfari criticò Restivo e formulò a nome dei socialisti la seguente interrogazione parlamentare: "Il sottoscritto chiede di interrogare il Presidente del Consiglio dei ministri e i ministri di grazia e giustizia e dell'interno per conoscere la valutazione del Governo sull'omicidio del procuratore generale di Palermo Scaglione, fatto di eccezionale gravità e unico nella storia italiana, e per conoscere quali determinazioni il Governo intenda prendere in connessione all'evidente aggravarsi del problema della mafia, che arriva ormai apertamente all'eliminazione di giornalisti ed ora di magistrati pur d'impedire che si faccia piena luce sulla rete di complicità e di protezioni che le consentono di continuare a prosperare nonostante ogni impegno del Governo per troncare questa secolare piaga". Restivo e il Presidente del Consiglio dei ministri Emilio Colombo, che avevano annunciato la loro presenza, non parteciparono ai funerali di Scaglione e dell'agente Lo Russo.
Nel giro di poche settimane, in risposta al delitto, alcune decine di boss mafiosi (tra cui Rosario Mancino e Angelo La Barbera) vennero inviati al confino nell'isola di Linosa (dove i boss furono fotografati da Gina Lollobrigida per la rivista Life) e nell'isola di Filicudi (dove si scatenò una rivolta popolare contro l'arrivo dei boss).
L'omicidio del procuratore Scaglione fu oggetto d'indagine da parte della Commissione parlamentare antimafia della V Legislatura presieduta dal deputato Francesco Cattanei, che raccolse diverse opinioni poi citate nella relazione conclusiva dei suoi lavori pubblicata l'anno successivo: secondo i colleghi del magistrato ucciso, si trattava dell'azione isolata di un esaltato che voleva vendicarsi dell'inflessibilità del procuratore nei suoi confronti mentre la polizia affermò di seguire la pista del delitto come «operazione di alta mafia originata da cause o recentissime o assai remote».
L'Unità, quotidiano ufficiale del PCI, accusò, tra l'altro, il magistrato assassinato di essere amico del defunto ministro Bernardo Mattarella, dell'ex sindaco Vito Ciancimino e del deputato Giovanni Gioia; tuttavia, 9 anni dopo, lo stesso quotidiano L'Unità smentì le notizie pubblicate nel 1971 sul procuratore Scaglione e riconobbe ufficialmente che "dalla sentenza del 1º luglio 1975 della Corte di Appello di Genova, sezione II, passata in giudicato si evince che il defunto Procuratore della Repubblica di Palermo, dott. Pietro Scaglione, svolse le sue funzioni con correttezza e imparzialità per cui i rilievi e le riserve riportate a suo tempo in merito al predetto magistrato [sul quotidiano L’Unità, ndr], non si sono rivelate veritiere e di ciò si da atto alla famiglia Scaglione ed a tutti i di lui congiunti" (L’Unità, 10 febbraio 1980, pagina 4).
Nel dicembre 1970, il quotidiano palermitano L'Ora pubblicò in prima pagina una vignetta satirica disegnata dal pittore Bruno Caruso in cui appariva un collage di personaggi noti dell'epoca, tra cui il procuratore Scaglione, il boss Luciano Liggio e i notabili DC Giovanni Gioia, Vito Ciancimino e Girolamo Bellavista. I familiari di Scaglione querelarono i giornalisti e il direttore de L'Ora Etrio Fidora, che furono condannati in via definitiva per diffamazione nel 1975. La sentenza definitiva ha ritenuto il disegno «Evviva la Sicilia» del pittore Caruso intrinsecamente e oggettivamente diffamatorio per «avere accostato» – come si legge, tra l’altro, nella motivazione della stessa - il Procuratore «Scaglione, estraneo all’ambiente della mafia ed anzi persecutore spietato di essa (v. deposizione Dalla Chiesa), e i personaggi mafiosi ritratti». In particolare, in base alla sentenza definitiva del 1975 è diffamatorio accostare l’immagine del dott. Scaglione «alle figure» di altri personaggi tra i quali Luciano Liggio, Buttafuoco, il costruttore Vassallo e l’ex sindaco Ciancimino, «nei cui confronti il defunto Procuratore [Scaglione] aveva esercitato l’azione penale per diversi delitti». Il generale dei carabinieri Carlo Alberto dalla Chiesa e l'allora maggiore Giuseppe Russo (poi entrambi assassinati dalla mafia) testimoniarono davanti ai magistrati che decidevano sul caso la buonafede di Scaglione e il suo impegno nelle indagini antimafia.
Lo stesso storico direttore del quotidiano l'Ora Vittorio Nisticò nel suo lunghissimo memoriale parlò di "Rivalutazione di Scaglione" e scrisse, tra l'altro: "Anche per la sfuggente concretezza di certi addebiti, l’affaire Scaglione sembrò andare presto in dissolvenza, per quindi instradarsi sul percorso di una graduale revisione sostanzialmente favorevole. Nel 1976 sarà la stessa Antimafia a ridimensionarlo in modo abbastanza sbrigativo nella Relazione di maggioranza a chiusura della propria attività… A favore di un riesame più attento della complessa attività del Procuratore, sarà ricordato, ad esempio che Scaglione si era battuto per la legge antimafia del 1965 e per il soggiorno obbligatorio da infliggere ai mafiosi anche in mancanza di diffida, una misura di cui a farne le spese sarebbero stati mafiosi del calibro di Liggio…".
La relazione conclusiva di minoranza della Commissione Parlamentare Antimafia – redatta nel 1976 dal deputato del Movimento Sociale Italiano Giorgio Pisanò – continuò ad alimentare polemiche sulla figura del magistrato. Pisanò tornò a ribadire che sul procuratore Scaglione e sul presidente del tribunale Nicola La Ferlita pesavano forti sospetti di avere favorito la fuga del boss mafioso Luciano Leggio nel 1969, affermazioni risultate, come è stato sopra riportato, del tutto infondate in sede giurisdizionale.

## Le indagini sull'assassinio
Le indagini sull'omicidio del procuratore Scaglione furono affidate dalla Cassazione alla procura di Genova e furono condotte dal procuratore capo Francesco Coco (ucciso dalle BR nel 1976). Le prime indagini portarono all'arresto, la sera stessa dell'omicidio, di un ragazzo palermitano trovato in possesso di una pistola (poi risultata incompatibile con l'arma del delitto e quindi venne prosciolto): si chiamava Salvatore Ferrante, ma non entrò mai nel processo, in quanto anche i primi rapporti investigativi lo scagionavano. Le indagini si concentrarono subito dopo sul boss Gerlando Alberti (mafioso del rione Danisinni che operava prevalentemente a Milano), che era stato visto a Palermo nei giorni dell'omicidio da un confidente del capitano Giuseppe Russo, il barista Vincenzo Guercio, che scomparve nel nulla qualche tempo dopo. La sparizione di Guercio fu all'origine del cosiddetto "Rapporto dei 114" del giugno 1971 (Albanese Giuseppe + 113), redatto congiuntamente da Polizia e Carabinieri guidati dall'allora colonnello Carlo Alberto dalla Chiesa e dal commissario Boris Giuliano, il quale denunciava centinaia di mafiosi per associazione a delinquere;  il Rapporto, citando l'omicidio del procuratore Scaglione insieme alla scomparsa del giornalista Mauro De Mauro (16 settembre 1970) e gli attentati dinamitardi contro enti e uffici pubblici di Palermo (31 dicembre 1970), affermava che questi fatti "non hanno precedenti nelle manifestazioni criminose dell'Isola perché appaiono talmente aberranti da far ritenere che si agitino o si occultino a monte degli esecutori materiali grossissimi interessi ai quali non sarebbero estranei ambienti e personaggi legati al mondo politico ed economico-finanziario e che, in forma più o meno occulta, hanno fatto ricorso, dal Dopoguerra in poi, a sodalizi di mafia per conseguire iniziali affermazioni nei più svariati settori".
Nel 1974 il mafioso Benedetto La Cara, uno dei denunciati nel "Rapporto dei 114" perché appartenente alla banda di Gerlando Alberti, scrisse un memoriale per l'Autorità Giudiziaria nel quale affermava che "Scaglione è stato ucciso da killer assoldati da alcuni deputati siciliani della DC e dell'MSI in combutta con un alto magistrato e alcune frange di carabinieri e poliziotti”.
Lo scrittore Pier Paolo Pasolini (ucciso nel 1975 a Roma) collegò l’uccisione di Scaglione con la scomparsa di De Mauro e con l’omicidio del Presidente dell’Eni Enrico Mattei ("impegnato in una politica filoaraba e terzomondista").
Nel 1977 il vicequestore di Trapani Giuseppe Peri avanzò un'altra ipotesi investigativa secondo la quale l'omicidio Scaglione, insieme al misterioso incidente aereo di Montagna Longa (1972), ai rapimenti di Nicola Campisi e Luigi Corleo [suocero dell'esattore Nino Salvo] (avvenuti nel luglio del 1975), all'omicidio del giudice Vittorio Occorsio e alla strage di Alcamo Marina (entrambi avvenuti nel 1976), facesse parte di un preciso disegno politico-eversivo che legava Cosa nostra al terrorismo di estrema destra ma il dirigente venne allontanato e le sue indagini vennero ridicolizzate.
Nel 1984 il collaboratore di giustizia Tommaso Buscetta dichiarò al giudice Giovanni Falcone che Scaglione era «un magistrato integerrimo e spietato persecutore della mafia» e il suo omicidio era stato organizzato ed eseguito da Luciano Liggio e dal suo vice Salvatore Riina con l'approvazione di Giuseppe Calò (capo della "famiglia" mafiosa che governava il rione Danisinni in cui avvenne il delitto) per danneggiare il loro avversario Gaetano Badalamenti perché il procuratore Scaglione stava esaminando un processo di revisione sulle accuse della vedova Serafina Battaglia che avrebbero determinato l'assoluzione dall'accusa di omicidio per i boss mafiosi Vincenzo e Filippo Rimi, parenti appunto di Badalamenti. Nel 1987 il collaboratore Antonino Calderone dichiarò sempre al giudice Falcone che l'omicidio di Scaglione faceva parte di una serie di azioni eversive attuate da esponenti mafiosi in seguito al fallito Golpe Borghese, in cui si potevano inquadrare anche la sparizione del giornalista De Mauro, le bombe esplose a Palermo nel Capodanno 1971 e il ferimento del deputato missino Angelo Nicosia. Nel 1992, durante un'audizione della Commissione Parlamentare Antimafia, Buscetta confermò le dichiarazioni di Calderone ed aggiunse nuovi particolari rispetto alle precedenti dichiarazioni, affermando che «Luciano Liggio stabilì di sua volontà di creare un clima di tensione nell'ambiente politico per preparare il colpo di Stato (il golpe Borghese). Ognuno prese le sue mosse su quale fosse il politico da colpire. […] L'obiettivo di Luciano Liggio fu il procuratore Scaglione». Motivazione ulteriore e più plausibile per il suo assassinio viene rintracciata nel fatto che, il giorno dopo il suo assassinio, il procuratore Scaglione era atteso in tribunale a Milano per testimoniare nel processo per diffamazione intentato dall'avvocato Vito Guarrasi nei confronti dei giornalisti Mario Pendinelli e Arrigo Benedetti, rispettivamente inviato e direttore della rivista Il Mondo, che in un articolo apparso sulla medesima rivista lo accusarono di essere coinvolto nel rapimento di Mauro De Mauro: Scaglione avrebbe dovuto riferire sull'esistenza della telefonata compromettente di Antonino Buttafuoco (commercialista arrestato subito dopo il sequestro De Mauro) all'avvocato Guarrasi, telefonata che avrebbe incastrato l'avvocato consulente in Sicilia del potentissimo presidente dell'ENI, Eugenio Cefis.
Tuttavia nel gennaio 1991 il giudice istruttore di Genova Dino Mattei, che si occupava delle indagini, dichiarò di non doversi procedere nei confronti dei presunti responsabili dell'omicidio del procuratore Scaglione (Gaetano Fidanzati, Gerlando Alberti e il figlio, Salvatore Riina, Luciano Leggio, Pippo Calò, Francesco Scaglione, Pietro D'Accardio e Francesco Russo) in quanto «non è stato possibile individuare nei confronti di questi imputati gli elementi convincenti di accusa, come ad esempio il rinvenimento delle armi usate o testimonianze dirette, che giustifichino il passaggio alla fase dibattimentale». Esito negativo hanno pure avuto successive riaperture delle indagini.
Il 12 ottobre 1994, nel carcere di Memphis (Stati Uniti), il maresciallo Antonino Lombardo insieme al collega Mario Obinu incontrò il boss Gaetano Badalamenti per cercare di ottenere la sua collaborazione e quindi di riportarlo in Italia per testimoniare al processo per il delitto Pecorelli. Badalamenti ammise innanzitutto di aver fatto parte di Cosa Nostra e di aver ricoperto ruoli di vertice e ha ricordato che a seguito dell’omicidio Scaglione, egli, unitamente ad altri mafiosi confinati, venne convocato in questura a Messina, dove, ad espressa richiesta di notizie sull’omicidio da parte del vice questore Angelo Mangano, rispose di essere a conoscenza del fatto che quel morto era stato voluto da persone ben più altolocate del Mangano stesso. Tale risposta, composta e precisa, gli sarebbe costata sei mesi e sei giorni di isolamento. Tuttavia il rimpatrio e la collaborazione di Badalamenti non ebbero seguito, limitandosi soltanto a queste timide ammissioni.
La pista corleonese, anticipata da Tommaso Buscetta, ha trovato successivo riscontro nelle intercettazioni ambientali delle conversazioni svoltesi in carcere, il 31 agosto 2013, tra Salvatore Riina e il detenuto Alberto Lo Russo, acquisite agli atti nel processo sulla cosiddetta trattativa Stato-mafia. Nel corso di questi colloqui, Riina, dopo avere rivendicato l'organizzazione del delitto alla sua famiglia mafiosa di Corleone, indico'  Bernardo Provenzano come uno degli esecutori, aggiungendo «Al procuratore Scaglione lo abbiamo ammazzato, stava andando al cimitero a trovare la moglie e ci spararono. Lo hanno preso a tradimento. Tun, tun, tun (simula il rumore degli spari). Allora i procuratori morivano così».

### Le dichiarazioni di Massimo Ciancimino al processo De Mauro
Il 22 ottobre 2010, al processo per la morte del giornalista Mauro De Mauro che vedeva imputato il boss mafioso Totò Riina, Massimo Ciancimino, figlio dell'ex sindaco di Palermo Vito, depose un verbale di sue dichiarazioni e un memoriale dattiloscritto del padre sui rapporti dello stesso ex sindaco mafioso con il procuratore della Repubblica Scaglione, assieme ad altri documenti riguardanti la strage di piazza Fontana e il golpe Borghese. Ciancimino sostienne di avere appreso dal padre che De Mauro sarebbe stato ucciso su "input istituzionali", di apparati dello Stato. All'udienza del 19 novembre depone un manoscritto del padre e dichiara che "Totò Riina venne più volte a casa mia in via Sciuti 85/R a Palermo" e che si trovò ad accompagnare il padre agli incontri di mafia.
Secondo Ciancimino jr. Bernardo Provenzano avrebbe detto al padre: "Chiedi ai tuoi amici romani, noi abbiamo solo eseguito degli ordini". Sempre secondo lui, il padre gli avrebbe raccontato che "Scaglione era stato ucciso perché aveva preso in mano l'indagine sull'omicidio De Mauro" e che "De Mauro aveva fatto inchieste su situazioni molto più grandi di lui". Con riferimento alle dichiarazioni di Massimo Ciancimino su Scaglione nell'ambito del processo De Mauro, i familiari hanno precisato che il Procuratore Pietro Scaglione fu magistrato “dotato di eccezionale capacità professionale e di assoluta onestà morale”, “di indiscusse doti morali e professionali”, “estraneo all'ambiente della mafia ed anzi persecutore spietato di essa” e che “tutta la rigorosa verità è emersa a positivo conforto della figura del magistrato ucciso” sia per quanto concerne la sua attività istituzionale, sia in relazione alla sua vita privata, compresi tutti i rapporti di conoscenza e di frequentazione, così come si legge testualmente nella motivazione della sentenza n. 319 del 1º luglio 1975 emessa dalla Corte di appello di Genova, sezione I penale passata in giudicato a seguito di conferma della Cassazione. Inoltre, i familiari hanno ricordato i procedimenti contro Vito Ciancimino intentati dal procuratore Scaglione prima di essere ucciso.
Anche la Corte D'assise di Palermo, a pagina 730 delle motivazioni della sentenza sul caso De Mauro depositata il 7 agosto 2012 ricordò le numerose inchieste di Scaglione contro Ciancimino: "nel periodo della sua elezione a Sindaco di Palermo, sul capo di Vito CIANCIMINO pendevano tre procedimento penali, tutti e tre scaturiti da indagini dell’Ufficio retto dal procuratore SCAGLIONE, che aveva chiesto di procedere alla formale istruzione contro CIANCIMINO e i suoi presunti correi (quasi tutti personaggi noti, in quanto professionisti, funzionari comunali, assessori o membri di commissioni) per vari reati di interesse privato in atto d’ufficio, falso in atto pubblico, peculato e altri reati. E almeno uno di tali procedimenti, per favoritismi nei riguardi della ditta VASSALLO nella concessione di licenze edilizie e nell’approvazione di varianti di progetto in deroga al piano regolatore per la realizzazione di edifici nella zona di viale Lazio, gli sarà fatale sul piano politico, perché darà la stura alle violenti polemiche, culminate in una mozione presentata dal gruppo comunista all’A.R.S. per la sospensione di CIANCIMINO dalla carica di Sindaco, che lo costringeranno alla fine a rassegnare le dimissioni (cfr. doc. 647 e doc. 662 della Commissione Antimafia). Questa intransigenza dell’ufficio retto dal procuratore SCAGLIONE fu forse la migliore risposta…".

## Le testimonianze di Pietro Grasso, Giovanni Falcone e Paolo Borsellino
Nel libro la Mafia Invisibile, il superprocuratore antimafia Pietro Grasso (intervistato da Saverio Lodato) si occupa ampiamente dell'omicidio Scaglione affermando, tra le altre cose: «Ricordo le prime campagne di delegittimazione sulla figura del magistrato. Ricordo che circolarono certe voci per gettare ombre sulla sua attività: calunnie poi categoricamente smentite dalle indagini successive. Scaglione aveva sempre tenuto un atteggiamento coerente e rigoroso nei confronti di una criminalità che allora era ancora difficilmente decifrabile come mafiosa».
Il giudice Giovanni Falcone, a sua volta, scrisse: «L'uccisione di Pietro Scaglione, procuratore della Repubblica di Palermo, aveva comunque lo scopo di dimostrare a tutti che Cosa nostra non soltanto non era stata intimidita dalla repressione giudiziaria, ma che era sempre pronta a colpire chiunque ostacolasse il suo cammino».
Il procuratore Paolo Borsellino, in una intervista del 1987, affermò: «A partire dagli anni settanta la mafia condusse una campagna di eliminazione sistematica degli investigatori che intuirono qualcosa. Le cosche sapevano che erano isolati, che dietro di loro non c'era lo Stato e che la loro morte avrebbe ritardato le scoperte. Isolati, uccisi quegli uomini furono persino calunniati. Accadde così per Scaglione…».

## Influenza culturale
- Alcuni osservatori ritennero che lo scrittore Leonardo Sciascia avesse preso spunto dall'omicidio Scaglione per la trama del romanzo Il contesto, uscito in quello stesso anno (da cui venne tratto il film Cadaveri eccellenti di Francesco Rosi). Sciascia però smentì sempre queste teorie, affermando che scrisse il romanzo prima dell'assassinio del procuratore.[57]
- Dopo l'uscita del film Confessione di un commissario di polizia al procuratore della repubblica (1971), diretto da Damiano Damiani, avvenuta pochi mesi prima dell'omicidio del giudice, molti ritennero che il regista si fosse ispirato a Scaglione per costruire uno dei protagonisti della pellicola. Tuttavia, nel film era precisato che "ogni riferimento a fatti e persone era puramente casuale". E lo stesso regista Damiano Damiani smentì ufficialmente qualunque riferimento al procuratore Pietro Scaglione nel film Confessione di un commissario al procuratore della Repubblica. In particolare, Damiani dichiarò: «Il mio film non aveva nulla a che vedere con quel caso».[58]
- Nella miniserie televisiva Il capo dei capi (2007), compare il procuratore Scaglione, interpretato dall'attore Biagio Pelligra.
- Nella miniserie televisiva Boris Giuliano - Un poliziotto a Palermo (2016), il procuratore capo Pietro Scaglione è interpretato dall'attore Pippo Pattavina.
- Nel documentario di Rai Storia "Pietro Scaglione. La prima vittima", sono stati riproposti spezzoni dell'epoca e testimonianze dell'epoca (come quella del giudice Cesare Terranova ucciso dalla mafia), insieme a nuove interviste a personalità del mondo contemporaneo come gli storici Giuseppe Carlo Marino e Salvatore Lupo e il giornalista Enrico Bellavia.[59]